# Euphorbia ambovombensis
Euphorbia ambovombensis Rauh & Razaf., 1987 è una pianta della famiglia delle Euforbiacee, endemica del Madagascar.

## Descrizione
È una pianta succulenta con fusto ipogeo tuberoso ovoidale lungo 4–6 cm e con un diametro di 3–10 cm, con ramificazioni aeree lunghe 10–20 cm.
Le foglie, lanceolate con margine ondulato, glabre, lunghe 3–5 cm, sono disposte a rosetta all'apice delle ramificazioni.
L'infiorescenza è un ciazio con brattee che formano un involucro a coppa attorno a un fiore femminile centrale, circondato da 5 fiori maschili.

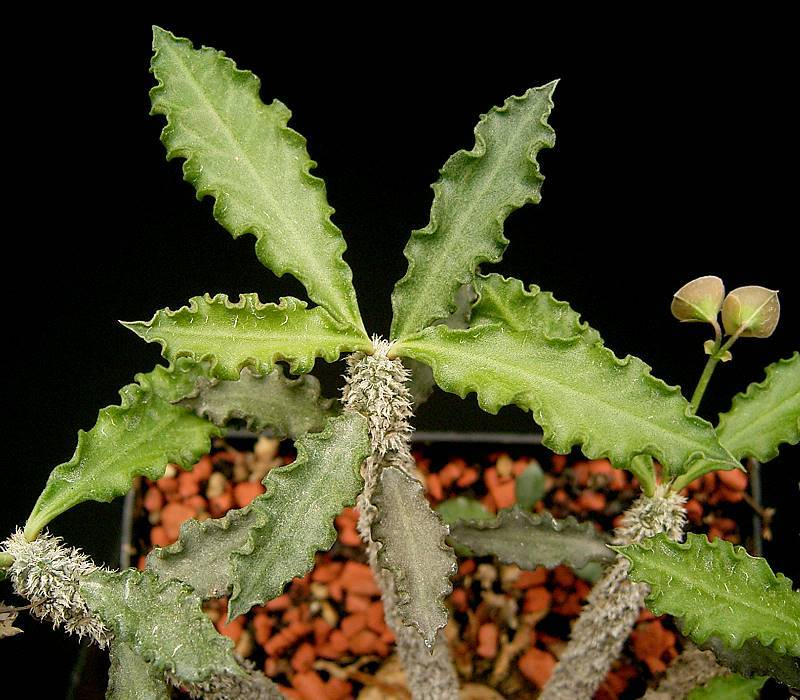
Foglie
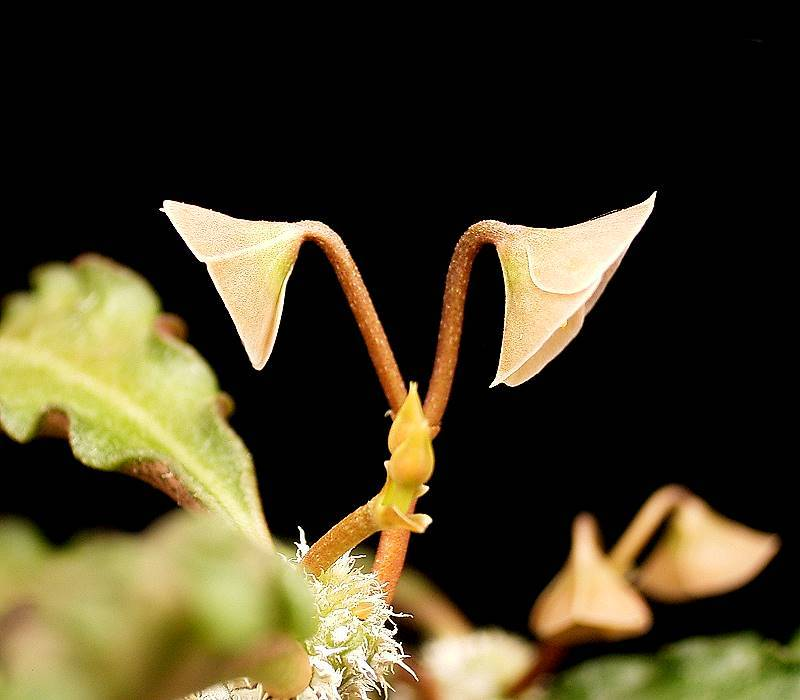
Ciazi

## Distribuzione e habitat
L'areale di E. ambovombensis è ristretto al territorio di Ambovombe, nel Madagascar meridionale.
Cresce nelle zone ombreggiate di una macchia xerofitica, al riparo dalla luce del sole.

## Conservazione
La IUCN Red List classifica E. ambovombensis come specie vulnerabile.
La specie è inserita nella Appendice I della Convention on International Trade of Endangered Species (CITES).